# Arado
Arado (ger. Arado Flugzeugwerke GmbH), njemačka tvornica zrakoplova sa sjedištem u Babelsbergu kod Berlina, osnovana 1925.

## Povijest tvornice
Nastala je od tvrtke Werft Warnemünde der Flugzeugbau Friedrichshafen GmbH, osnovane 1917.
Najprije proizvode više tipova školskih zrakoplova (SC I, SC //), zatim 1928. prvi lovac SD I, a 1933. napravljeno je nekoliko stotina lovaca Ar 68.
Ardo proizvodi Ar 96 koji je 1940. bio standardni trenažni zrakoplov njemačkog ratnog zrakoplovstva, a njegove varijante proizvodile su se za vrijeme rata i u Francuskoj. Početkom Drugog svjetskog rata Ar 196 je bio veoma korišten za izviđanja na moru i kao laki protupodmornički bombarder. Služio je i kao standardni zrakoplov za katapultiranje s brodova njemačke ratne mornarice.
Tvornica Ardo u ograničenom je broj proizvodila i sljedeće zrakoplove: Ar 232 (transportni), Ar 234 (mlazni bombarder) i Ar 240 (lovac jednokrilac). 